# Девіс Фінні
Девіс Фінні (англ. Davis Phinney, 10 липня 1959) — американський велогонщик.
Бронзовий призер Олімпійських Ігор 1984 року в роздільній командній гонці.